# Carlo Martelli (político)

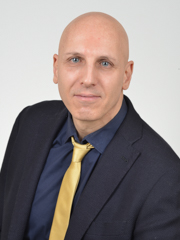
Carlo Martelli em 2018

Carlo Martelli (nascido em 23 de maio de 1966) é um senador italiano. Ele é membro do partido Italexit, já tendo feito parte do Movimento Cinco Estrelas. Ele representa Piemonte.